# Édouard Bamberger
Pour les articles homonymes, voir Bamberger.
Édouard Adrien Bamberger est un homme politique français, né le 25 septembre 1825 à Strasbourg (Bas-Rhin) et mort le 7 juillet 1910 à Paris (Seine).

## Biographie
Fils du teneur de livres de commerce juif Wolfgang Bamberger et de Julie Ernestine Lehmann, il fait des études de médecine où il obtient son agrégation en 1857, puis s'installe à Metz en décembre 1858 où il devient vice-président du cercle messin de la Ligue de l'enseignement et membre de la Société des sciences médicales de la Moselle. À la fin du Second Empire, il intervient à l'Académie impérial de l'Hôtel de ville pour apprendre des notions d'hygiène à un public populaire. Il écrit dans les années 60 des articles polémiques dans 'L'Indépendant et Le Courier de la Moselle. Initié à la loge "Les amis de la vérité" en 1869, il cofonde en 1872 à Paris, la loge Alsace-Lorraine. Élu représentant de la Moselle à la Chambre des députés le 8 février 1871, il démissionne comme les autres députés protestataires, puis seul reprend sa démission et continue à siéger en tant que député de Meurthe-et-Moselle jusqu'en 1876, où il devient député de la Seine (2e circonscription de la Seine, Neuilly), toujours avec la Gauche républicaine, jusqu'en 1881. En mai 1877, il est l'un des signataires du manifeste des 363. Il devient sous-bibliothécaire puis bibliothécaire Muséum d'Histoire naturelle en 1881 et en septembre 1887, respectivement.

## Mandats
- Député de Meurthe-et-Moselle (1871 - 07/03/1876, Gauche républicaine[1])
- Député de la Seine (05/03/1876 - 25/06/1877 puis 14/10/1877 - 27/10/1881, Gauche républicaine[1])